# Tania Libertad

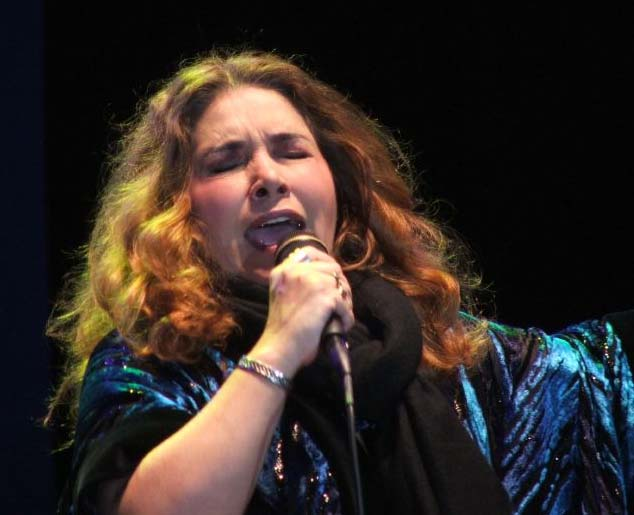
Tania Libertad, 2008

Tania Libertad de Souza Zúñiga (* 24. Oktober 1952 in Zaña, Peru) ist eine peruanisch-mexikanische Sängerin.
Libertad stand bereits im Alter von fünf Jahren auf der Bühne und nahm siebenjährig an Rundfunkwettbewerben teil. 1967 ging sie nach Lima, wo sie im Rundfunk auftrat und einen Vertrag mit RCA Victor erhielt. Im Fernsehen leitete sie fünf Jahre lang die Sendung Danzas y Canciones del Perú. Seit 1980 lebt sie in Mexiko; sie besitzt auch die mexikanische Staatsbürgerschaft. Konzertreisen führten sie durch ganz Lateinamerika, nach Europa und Afrika. In ihrer mehr als fünfzigjährigen Laufbahn veröffentlichte sie mehr als vierzig Alben und arbeitete mit Musikern wie Silvio Rodríguez, Pablo Milanés, Mercedes Sosa, Joan Manuel Serrat, Alberto Cortez, León Gieco, Juan Carlos Baglietto, Chico Buarque, Gal Costa, Alfredo Zitarrosa, Cesária Évora, Vicente Fernández, Juan Gabriel, Miguel Bosé, Plácido Domingo, Armando Manzanero, Simón Díaz, Willie Colón, Tito Puente, Óscar Chávez, Ivan Lins, Riccardo Cocciante, Soledad Pastorutti, Marco Antonio Muñiz, Soledad Bravo, Amália Rodrigues, Susana Rinaldi, Lucha Villa und der chilenischen Gruppe Inti-Illimani zusammen.
Zu ihrem Repertoire zählen Balladen, kreolische Musik, afro-peruanische Musik und Musik der Nueva Trova, Rancheras und Boleros. Libertad war Friedensbotschafterin der UNESCO und Kulturbotschafterin der Secretaría General Iberoamericana, erhielt Auszeichnungen der peruanischen und der brasilianischen Regierung und ist Ehrenbürgerin von Buenos Aires.